# Anoura cultrata
Anoura cultrata је врста слепог миша из породице љиљака-вампира (Phyllostomidae). 

## Распрострањење
Ареал врсте покрива средњи број држава. 
Врста је присутна у следећим државама: Венецуела, Еквадор, Колумбија, Перу, Боливија и Панама.

## Станиште
Станиште врсте су влажне планинске шуме, а гнезди се у пећинама, тунелима и дупљама дрвећа.

## Начин живота
Исхрана врсте Anoura cultrata укључује нектар и полен, а ређе инсекте и воће.

## Угроженост
Ова врста је на нижем степену опасности од изумирања, и сматра се скоро угроженим таксоном.